# Дикая сфера
Дикая сфера — патологический пример вложения сферы в пространство.

## Определение
Вложение стандартной сферы {\displaystyle \mathbb {S} ^{2}\subset \mathbb {E} ^{3}} в евклидово пространство {\displaystyle \mathbb {E} ^{3}} называется диким, если оно не продолжается до вложения окрестности {\displaystyle U\supset \mathbb {S} ^{2}} в {\displaystyle \mathbb {E} ^{3}}.

## Примеры
- Дикой сферой является сумма двух дисков с общим краем, являющимся диким узлом.
- Рогатая сфера Александера